# Kristiine
Kristiine és un dels vuit districtes administratius (en estonià linnaosa) de Tallinn. Té una extensió de 7,84 km² i compta amb una població l'any 2023 de 34.069 habitants.
Alhora Kristiine es divideix en 3 subdistrictes o barris (en estonià asum): Järve, Lilleküla i Tondi.
El districte està majoritàriament constituït per cases unifamiliars i és una de les zones més verdes de Tallinn, al seu terme hi trobem quatre parcs històrics: Löwenruh, Dunten, Cederhilm i Charlottental.

## Etimologia
El nom de Kristiine prové de la reina Cristina de Suècia sota el domini de la qual, l'any 1653 l'actual districte es va dividir en 46 peces (cadascuna d'elles de 9 ha) i es van vendre a empresaris i funcionaris de la ciutat per 100 riksdaler cadascuna. Tota la zona es va anomenar Christtinental (Vall de Christina) i més tard Kristiine põld.